# مدرسة زمردة خاتون (بغداد)
مدرسة زمردة خاتون أو مدرسة أم الخليفة أو المدرسة الغربية أو المدرسة الميمونة مدرسة تاريخية يعود تأسيسها إلى العصر العباسي في بغداد، وتحديداً عام 589 هـ/1193م، ولقد أسستها وبنتها زمرد خاتون لتدريس المذهب الشافعي، وهي زوجة الخليفة المستضئ بأمر الله، وأم الخليفة الناصر لدين الله. إلا أن المدرسة لم تعد موجودة اليوم، حيث بقيت إلى عهد سليمان باشا الكبير، والي بغداد في عهد الدولة العثمانية.
ولقد جاء ذكرها في حوادث سنة 602هـ وسنة 604هـ، من تاريخ ابن الساعي عند ترجمة أبو الحسن علي بن علي بن سعادة الفارقي الشافعي المدرس والذي قد ولي تدريس المدرسة التي انشاتها والدة الخليفة الناصر لدين الله العباسي المجاورة لمقبرة معروف الكرخي وذلك سنة 592هـ، وذكر في حوادث سنة 604هـ أيضا يوم السبت غرة محرم ( درس الكمال عبد الرحمن بن محمد بن المعلم البرجوني بالمدرسة المجاورة لتربة منشئتها والدة الناصر لدين الله)، وجاء في كتاب انسان العيون : (وزمرد خاتون المعظمة أم أمير المؤمنين الناصر لدين الله عاشت في خلافة ابنها أربعا وعشرين سنة وحجت وأوقفت المدارس والربط والجوامع، ولها وقف كثير وانفقت في الحج نحوا من ثلاثمائة ألف دينار، ولما ماتت حزن عليها الخليفة ومشى أمام التابوت وحملت إلى تربة معروف الكرخي وعمل العزاء شهرا، وأمر الخليفة الناصر بتفريق ما خلفت من ذهب وجوهر وثياب).